# نشم خذروفي
نشم خذروفي (الاسم العلمي:Grewia turbinata) هو نوع من النباتات يتبع جنس النشم من الفصيلة الخبازية.